# Wayne Pivac
Pas d'image ? Cliquez ici

a Compétitions nationales et continentales officielles uniquement.

Dernière mise à jour le 29 septembre 2023.
Wayne Pivac, né le 10 septembre 1962 à Auckland (Nouvelle-Zélande), est un joueur puis entraîneur de rugby à XV et ancien policier néo-zélandais. 

## Biographie
Il entraîne d'abord la province de Northland dans la compétition du National Provincial Championship en division inférieure, remportant le titre en 1997 de la seconde division. Il leur permet d'accéder au niveau majeur l'année suivante. Il entraîne ensuite la province d'Auckland dans la compétition du National Provincial Championship et il remporte le titre majeur des provinces à deux reprises en 2002 et en 2003. 
Il devient l'entraîneur de l'équipe des Fidji de rugby à XV en 2004. Le 19 janvier 2007, il quitte son poste pour des raisons familiales. De retour au pays, il dirige la province de North Harbour puis d'Auckland.
De 2014 à 2019, il est entraîneur de la province galloise des Scarlets. En juillet 2018, il est choisi pour succéder à son compatriote Warren Gatland au poste de sélectionneur du pays de Galles à l'issue de la coupe du monde 2019.
Après une première saison compliquée, il remporte le Tournoi des Six Nations 2021. Il est licencié en décembre 2022 par la fédération galloise après une saison 2022 très difficile, marquée par deux défaites inquiétantes à Cardiff contre l'Italie et la Géorgie. Pivac permit néanmoins au Pays de Galles de remporter sa première victoire en Afrique du Sud en 2021. Depuis 2023, il est l'entraîneur du club japonais du NEC Green Rockets Tokatsu.

## Palmarès comme entraîneur

### En province
- Vainqueur du National Provincial Championship en 1999, 2002 et 2003
- Pro14 :
  - Vainqueur (1) : 2017, avec les Scarlets
  - Finaliste (1) : 2018, avec les Scarlets

### En sélection
- Tournoi des Six Nations (1) : 2021
- Triple couronne (1) : 2021
- Doddie Weir Cup (2) : 2021 et 2022

#### Bilan par saison
| Année | Sélection      | Poste         | Classement World Rugby en fin d'année | Tournoi des Six Nations | Coupe du monde |
| ----- | -------------- | ------------- | ------------------------------------- | ----------------------- | -------------- |
| 2020  | Pays de Galles | Sélectionneur | 9e                                    | 5e                      | -              |
| 2021  | Pays de Galles | Sélectionneur | 8e                                    | Vainqueur               | -              |
| 2022  | Pays de Galles | Sélectionneur | 9e                                    | 5e                      | -              |